# Fem sange opus 41
Fem sange for mezzo-sopran med akkompagnement af piano opus 41 is een liederenbundel gecomponeerd door Agathe Backer-Grøndahl. Na twee eerdere liederenbundels gewijd aan de teksten en gedichten van Vilhelm Krag zijn onder deze vijf liederen weer vier gedichten van Krag voorzien van een toonzetting. De vijfde tekst (lied 5) is een vertaling door Thor Lange van een Russische tekst. Brødrene Hals gaf en bundel uit in op 24 april 1897 onder de nummers 887-891.
De vijf liederen:
1. Ouverture: Verden er grå! Nei verden er deilig (Krag) in allegretto con grandezza in Es majeur in 12/8-maatsoort
2. Morgen paa Middelhavet: Der glitrer i morgenstunden (Krag) in poco [[andantino in B-majeur in 4/4-maatsoort
3. Hvorfor hyler de sorte hunde (Krag) in con passione in b-mineur in 4/4-maatsoort
4. Det er nat på vide vande (krag) in lento in B-majeur in 6/4-maatsoort
5. Melodi: Når de sidste røse sømme (Lange) in tranquillo/lento molto in E-majeur (met een verrassend einde op de dominant B-majeur, de herhaling van de beginakkoorden), in 12/8-maatsoort

De mezzosopraan Eva Nansen aan wie deze bundel is opgedragen voerde de Ouverture en Hvorfor hyler de sorte hunde uit tijdens een concert op 10 november 1898 in Oslo. De componiste zat achter de piano. Dagmar Möller zong Hvorfor hyler de sorte hunder op 10 november]] 1900 uit in Göteborg, ook met de componiste achter de piano.  